# Loyola Schmidt
Loyola Schmidt, né à Saint-Clet le 23 juillet 1910 et mort à Dorion le 15 août 1985, est un quincaillier et homme politique québécois. Il est député de Vaudreuil-Soulanges pour l'Union nationale de 1957 à 1960.